# Кочубей, Матрёна Васильевна
Матрёна Васильевна Кочубей (укр. Мотря Кочубей) — дочь генерального судьи В. Л. Кочубея, крестница и любовница гетмана Мазепы.
В 1704 году престарелый вдовец Мазепа полюбил свою шестнадцатилетнюю крестницу Матрёну и хотел вступить с нею в брак, но встретил несогласие родителей, особенно матери Матрёны. Влюбившись в старика Мазепу, Матрёна бежала к нему; впоследствии Мазепа отослал Мотрю обратно; но, по выражению родителей, «очародействовал» её так, что она не хотела жить с ними: «ругалась, плевала на них и металась».
От переписки Мазепы с девушкой сохранилась дюжина писем:
Мое сердечнее коханье!
Прошу, и велце прошу, рачь зо мною обачитися для устной розмови. Коли мене любиш, не споминай же! Спомни свои слова, же любить обецала, на що ж мине и рученку беленкую дала.

И повторе и постокротне прошу, назначи хочь на одну минутку, коли маемо з собою видетися для общаго добра нашего, на которое сама ж преже сего соизволила есь была; а нем тое будет, пришли намисто з шии своей, прошу.
После этого родители Матрёны некоторое время не бывали у Мазепы и писали ему негодующие письма, на которые он отвечал, обвиняя их самих в несогласии выдать дочь за него замуж и указывая на своё великодушное отношение к ним, так как он шестнадцать лет терпел их «поступки смерти годные». Кочубеи стали продолжать прежние отношения с Мазепою, но, затаив злобу, стали слать в Москву доносы на гетмана. Вскоре после того по приказу царя Кочубея казнили по обвинению в ложном доносе.
Дальнейшая судьба Матрёны неизвестна, хотя в некоторых новейших источниках её называют снохой генерального судьи Чуйкевича или игуменьей Нежинского монастыря, очевидно, путая её с сестрой Екатериной. Н. И. Костомаров видел в ней «очень ограниченное женское существо».

## В литературе
- Выведена Пушкиным в поэме «Полтава» под именем Марии.
- Персонаж рассказа А. Н. Толстого «Наваждение». Рассказ завершается сценой её смерти в день казни отца: «Господи, Кочубей!.. Старый, седой, бородой оброс, голова трясётся. Палач схватил его за курчавые волосы, пригнул к плахе и ударил топором по шее, как мясо рубят… (…) А Матрёну, говорят, казаки в обозе задушили попонами в ту же ночь».